# Las Flores (Buenos Aires)
Pour les articles homonymes, voir Las Flores.
Las Flores est une localité argentine située dans le partido homonyme, dans la province de Buenos Aires.

## Histoire
À la création du partido de Las Flores par le gouverneur de Buenos Aires Juan Manuel de Rosas, les terres appartenaient presque entièrement à lui-même et à ses proches. Avec la chute de Rosas dans la bataille de Caseros, ses terres ont été expropriées, et le 25 mars 1856 Manuel Venancio Paz a décidé de fonder la ville de « El Carmen de Las Flores », secondé par le géomètre Adolfo Sourdeaux, qui a fait la délimitation de la zone urbaine. Bien qu'il y ait déjà quelques bâtiments dans la région avant la colonisation, les progrès sont lents, ce qui n'empêche pas l'existence d'une église catholique, d'un poste de police et d'une école avant 1860. Comme dans tant d'autres villages, l'arrivée du chemin de fer en 1872 a donné un nouvel élan à la localité. Une succursale du Banco de la Provincia de Buenos Aires, le remodelage de la place principale, un journal et des lumières électriques, ainsi que l'arrivée d'un grand nombre d'immigrants européens (principalement italiens et espagnols) dont descend la grande majorité de la population argentine, allaient bientôt suivre.

## Démographie
La localité compte 35 051 habitants (Indec, 2010), ce qui représente une augmentation par rapport au recensement précédent qui comptait 24 571 habitants en 2001.

## Personnalités
- Roberto Firpo, musicien d'orchestre ;
- Beto Orlando, chanteur ;
- Marcelo Gopar, journaliste, professeur d'art oratoire et de communication, directeur des médias ;
- Marcos Patronelli, champion du Dakar ;
- Alejandro Patronelli, vainqueur du Dakar ;
- Paulino Rodrigues, journaliste ;
- Alberto Facundo Costa, footballeur ;
- Jorge Serafini, pilote automobile argentin.